# Cravant (Loiret)
Pour les articles homonymes, voir Cravant.
Cravant est une commune française située dans le département du Loiret en région Centre-Val de Loire.

## Géographie

### Localisation
La commune de Cravant se trouve dans le quadrant sud-ouest du département du Loiret, en limite du département de Loir-et-Cher sur sa bordure Ouest, dans la région agricole de la Beauce de Patay et l'aire urbaine d'Orléans.
À vol d'oiseau, elle se situe à 26,2 km  d'Orléans, préfecture du département, à 37 km au nord-est de  Blois et à 7,0 km de Beaugency, ancien chef-lieu du canton dont dépendait la commune avant mars 2015. La commune fait partie du bassin de vie de Beaugency.

### Communes limitrophes
Les communes les plus proches sont : Villorceau (3,6 km), Villermain (4,9 km, en Loir-et-Cher), Messas (5 km), Josnes (5,1 km, en Loir-et-Cher), Lorges (5,6 km, en Loir-et-Cher), Le Bardon (6 km), Beaugency (7 km), Briou (7,3 km, en Loir-et-Cher), Baule (7,6 km) et Baccon (8 km).

### Géologie et relief

#### Géologie
La commune se situe dans le sud du Bassin parisien, le plus grand des trois bassins sédimentaires français. Cette vaste dépression, occupée dans le passé par des mers peu profondes et des lacs, a été comblée, au fur et à mesure que son socle s’affaissait, par des sables et des argiles, issus de l’érosion des reliefs alentours, ainsi que des calcaires d’origine biologique, formant ainsi une succession de couches géologiques.
Les couches affleurantes sur le territoire communal sont constituées de formations superficielles du Quaternaire et de roches sédimentaires datant du Cénozoïque, l'ère géologique la plus récente sur l'échelle des temps géologiques, débutant il y a 66 millions d'années. La formation la plus ancienne est du calcaire de Pithiviers remontant à l’époque Miocène de la période Néogène. La formation la plus récente est des alluvions et colluvions du fond des vallées secondaires remontant à l’époque Holocène de la période Quaternaire. Le descriptif de ces couches est détaillé dans  la feuille « n°397 - Beaugency » de la carte géologique au 1/50 000ème du département du Loiret, et sa notice associée.

Carte géologique de la commune.

|  | FC : | alluvions et colluvions du fond des vallées secondaires, Holocène |

|  | qOE : | Limons et Loess, Quaternaire |

|  | m2MSO : | marnes et sables de l'Orléanais, Burdigalien |
|  | m1CPi : | calcaire de Pithiviers, Aquitanien           |

#### Relief
La superficie cadastrale de la commune publiée par l’Insee, qui sert de références dans toutes les statistiques, est de 33,90 km2,. La superficie géographique, issue de la BD Topo, composante du Référentiel à grande échelle produit par l'IGN, est quant à elle de 33,87 km2. Son relief est relativement plat puisque la dénivelée maximale atteint 23 mètres. L'altitude du territoire varie entre 108 m et 131 m.

### Hydrographie

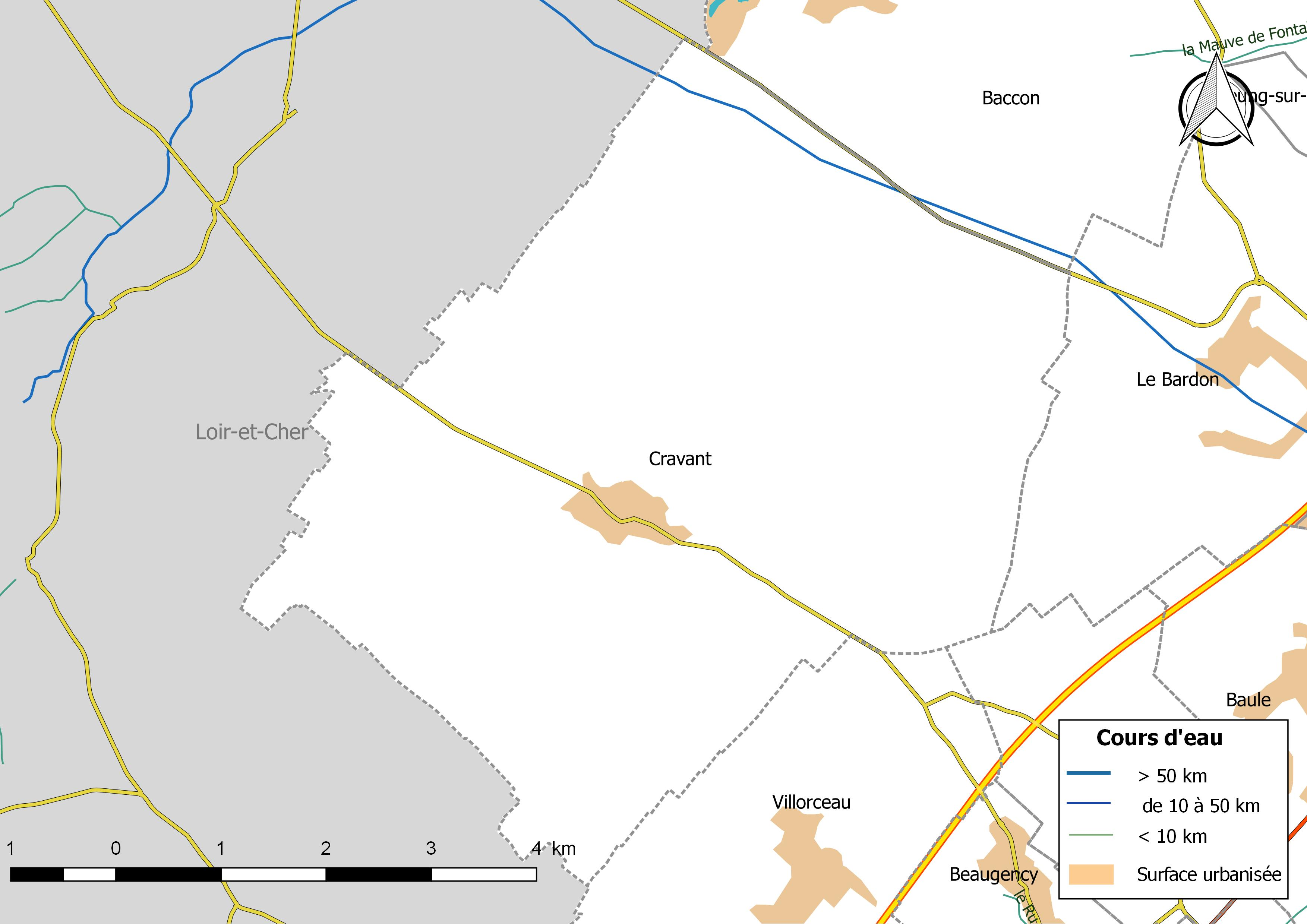
Réseau hydrographique de Cravant.

Le réseau hydrographique communal comprend un petit cours d'eau de longueur totale de 2,64 km, le ruisseau de la Grande Évière, coulant au nord du territoire communal.

### Lieux-dits et écarts
Beaumont, Beauvert, Cernay, Châtre, Laie, Launay, Grand et Petit Rilly, Villechaumont, Villejouan.

## Histoire
Les hameaux de Villevert et Villemarceau, ainsi qu'une partie de celui de Villejouan sont détachés de la commune et rattachés à Villorceau selon la loi du 19 juillet 1845. Le territoire de Cravant passe de 36,85 km2 à 33,90 km2.
Le 8 janvier 1871, durant la guerre franco-allemande, eut lieu le combat de Villechaumont ou fut engagé le 8e régiment provisoire composé de la garde nationale mobile de la Charente-Inférieure.
Un orage violent touche Cravant le 4 juillet 1905 et génère une tornade qui cause des dégâts considérables le long d'un corridor de 10 kilomètres de long par 350 mètres de large. Elle détruit la moitié des toitures, ravage les fermes et le bétail, déracine des arbres séculaires et une vieille dame est gravement blessée, mourant plusieurs jours plus tard
,. Une étude par le centre Keraunos à posteriori estime l'intensité à EF3, soit des vents estimés entre 220 et 270 km/h.

### Climat
Pour des articles plus généraux, voir Climat du Centre-Val de Loire et Climat du Loiret.
En 2010, le climat de la commune est de type climat océanique dégradé des plaines du Centre et du Nord, selon une étude du CNRS s'appuyant sur une série de données couvrant la période 1971-2000. En 2020, Météo-France publie une typologie des climats de la France métropolitaine dans laquelle la commune est exposée à un climat océanique altéré et est dans la région climatique Moyenne vallée de la Loire, caractérisée par une bonne insolation (1 850 h/an) et un été peu pluvieux.
Pour la période 1971-2000, la température annuelle moyenne est de 10,9 °C, avec une amplitude thermique annuelle de 15,2 °C. Le cumul annuel moyen de précipitations est de 635 mm, avec 10,7 jours de précipitations en janvier et 7,3 jours en juillet. Pour la période 1991-2020, la température moyenne annuelle observée sur la station météorologique de Météo-France la plus proche, sur la commune de Saint-Léonard-en-Beauce à 14 km à vol d'oiseau, est de 11,9 °C et le cumul annuel moyen de précipitations est de 642,2 mm,. Pour l'avenir, les paramètres climatiques de la commune estimés pour 2050 selon différents scénarios d'émission de gaz à effet de serre sont consultables sur un site dédié publié par Météo-France en novembre 2022.

## Urbanisme

### Typologie
Au 1er janvier 2024, Cravant est catégorisée commune rurale à habitat dispersé, selon la nouvelle grille communale de densité à sept niveaux définie par l'Insee en 2022.
Elle est située hors unité urbaine. Par ailleurs la commune fait partie de l'aire d'attraction d'Orléans, dont elle est une commune de la couronne,. Cette aire, qui regroupe 136 communes, est catégorisée dans les aires de 200 000 à moins de 700 000 habitants,.

### Occupation des sols
L'occupation des sols de la commune, telle qu'elle ressort de la base de données européenne d’occupation biophysique des sols Corine Land Cover (CLC), est marquée par l'importance des territoires agricoles (98,6 % en 2018), une proportion sensiblement équivalente à celle de 1990 (98,8 %). La répartition détaillée en 2018 est la suivante : 
terres arables (98,6 %), zones urbanisées (1,4 %).
L'évolution de l’occupation des sols de la commune et de ses infrastructures peut être observée sur les différentes représentations cartographiques du territoire : la carte de Cassini (XVIIIe siècle), la carte d'état-major (1820-1866) et les cartes ou photos aériennes de l'IGN pour la période actuelle (1950 à aujourd'hui).

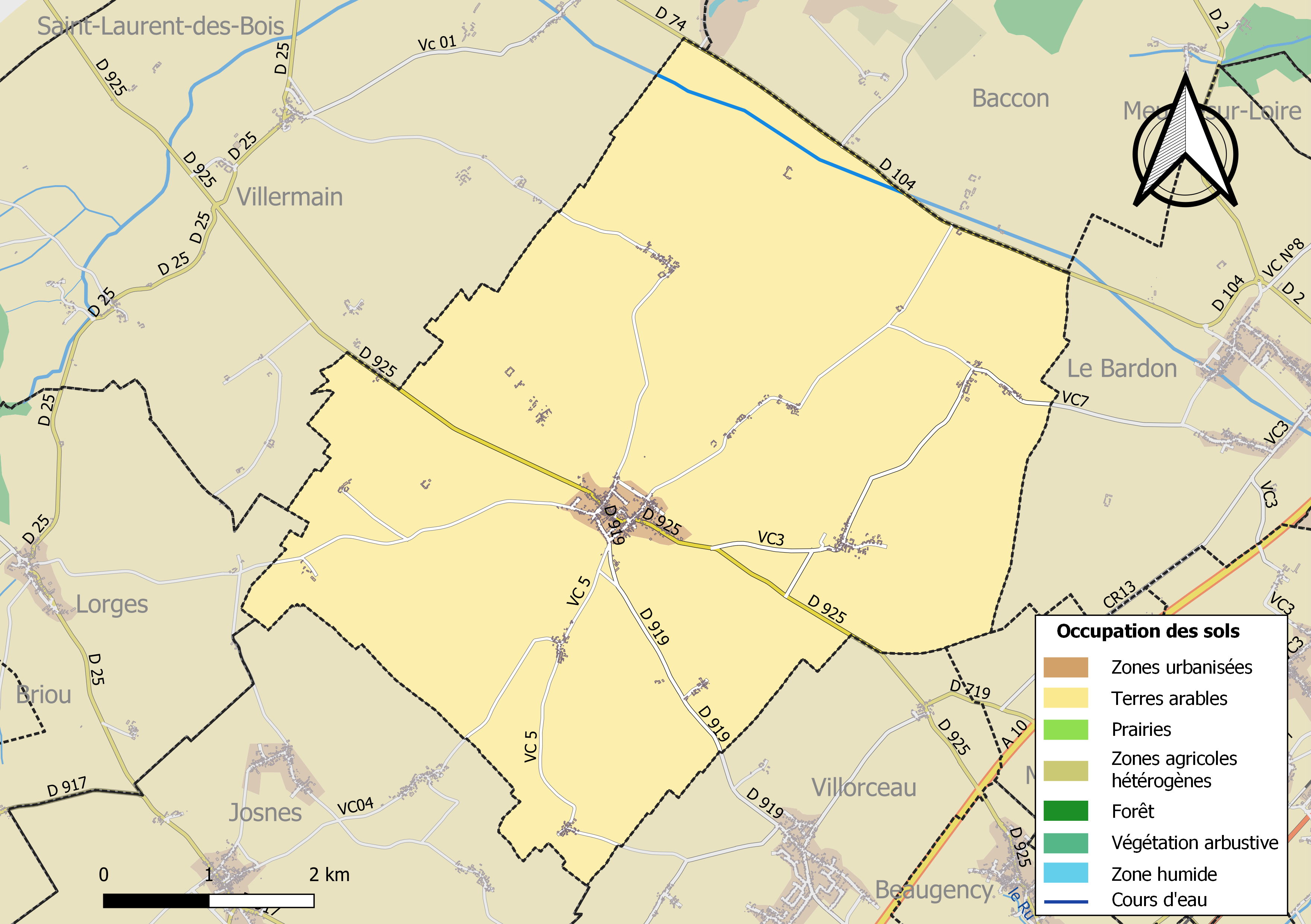
Carte des infrastructures et de l'occupation des sols de la commune en 2018 (CLC).
Carte orthophotographique de la commune en 2016.

### Planification

#### Carte communale
Le conseil municipal prescrit l'élaboration d'une carte communale le 29 mars 2004. Après enquête publique qui se déroule du 20 juin au 20 juillet 2005, le document est approuvé le 8 septembre 2005.

#### Documents d'orientations intercommunaux
La commune est membre du Pays Loire Beauce, qui regroupe 38 communes. En 2012 les Pays Forêt d'Orléans Val de Loire, Loire Beauce et Sologne Val-sud sont les seuls territoires du département du Loiret ne disposant pas de schéma de cohérence territoriale (SCoT). Compte tenu  de l'intérêt de cet outil pour l'avenir des territoires, les élus de ces pays décident d'engager une démarche commune d'élaboration de SCOT. Le comité syndical du Pays Loire Beauce se prononce majoritairement en janvier 2013 pour prendre la compétence  « Elaboration, gestion et suivi du Schéma de Cohérence Territoriale » dans ses statuts. Le périmètre de SCoT à l'échelle des 38 communes composant le Pays Loire Beauce est arrêté par le Comité Syndical le 26 juin 2013. Les trois SCoT sont lancés officiellement et simultanément à La Ferté-Saint-Aubin le 21 juin 2014, l'assistance à maîtrise d'ouvrage étant confiée à un seul bureau d'études. Après étude et concertation de 2014 à 2017, le document doit être approuvé en 2018.

### Voies de communication et transports

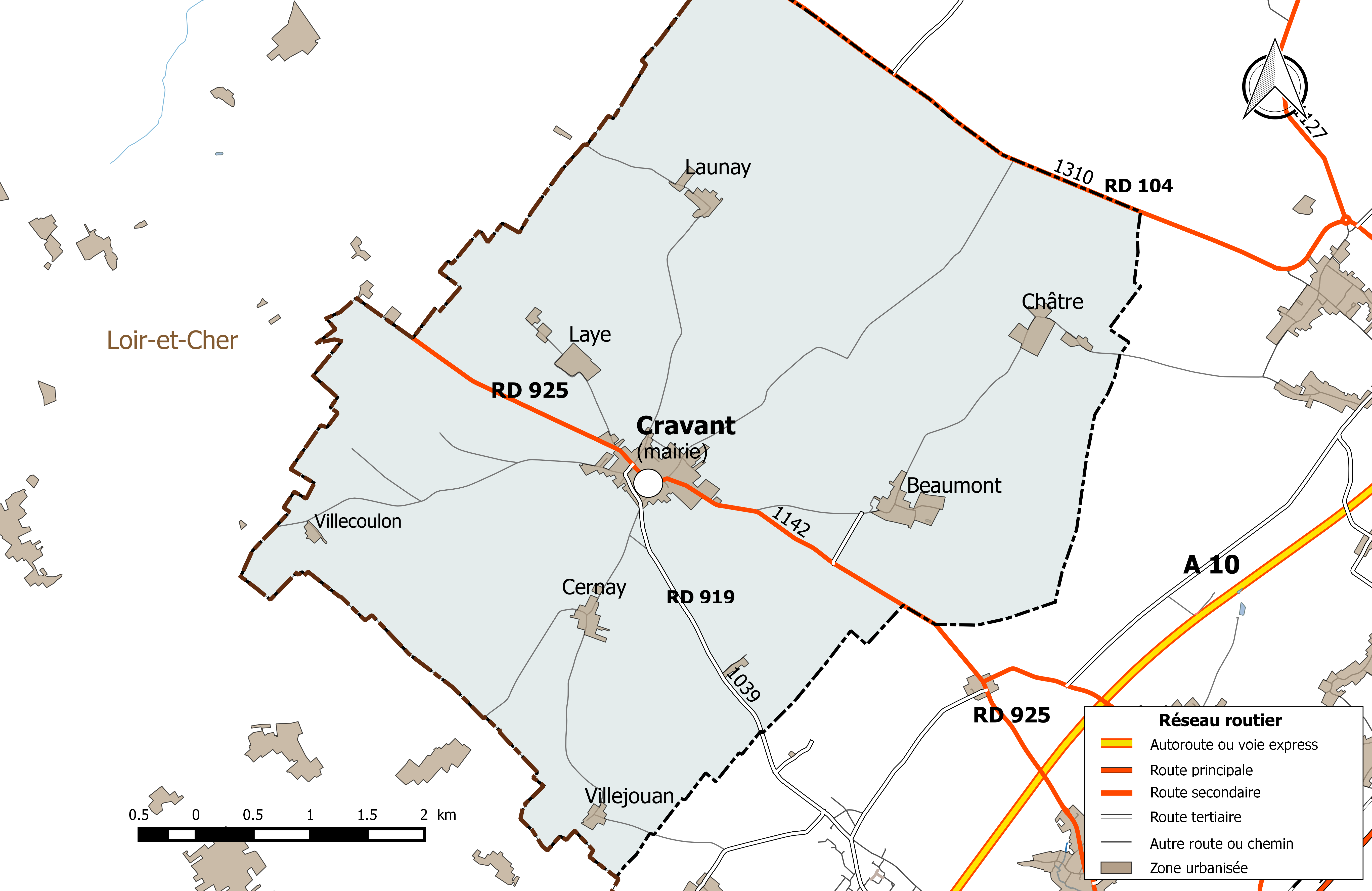
Réseau routier principal de la commune de Cravant (avec indication du trafic routier 2014).

#### Infrastructures routières
La commune est traversée par deux routes départementales : la RD925 et la RD 919.
La RD 925 est l'ancienne RN 825 qui avait été créée en 1933 et était définie comme la route reliant Châteaudun à Romorantin par Beaugency. La section traversant le Loiret, reliant Cravant à Beaugency, a été transférée au département du Loiret par arrêté du 22 décembre 1972. En 2014, elle supporte sur le territoire communal un trafic de 1 142 véhicules/jour. La RD 919 quant à elle relie Beaugency à Cravant et supporte 1 039 véhicules/jour.
La RD 104 (1 310 véhicules/jour) constitue la limite séparative est avec la commune de Baccon.
L'autoroute A10, dite « L'Aquitaine », reliant Paris à Bordeaux (au niveau de sa rocade) via Orléans, Tours, Poitiers et Niort, passe au sud et à proximité de la commune.  L'accès le plus proche à cette autoroute est le diffuseur de Meung-sur-Loire, situé à 12 km et constituant la sortie no 15.

#### Transports en commun routiers
En 2016, Cravant est desservie par deux lignes régulières du réseau d'autocars interurbains Ulys : la ligne 9 qui relie Beaugency - Meung-sur-Loire - Saint Ay - Chaingy - Orléans et la ligne 19, qui relie Cravant à Orléans. Des correspondances SNCF sont assurées à la gare d'Orléans et TAO et Transbeauce à la Gare routière d'Orléans.
À compter du 1er janvier 2017, la compétence des services de transports routiers interurbains, réguliers et à la demande est transférée des départements aux régions, et donc localement du département du Loiret à la région Centre-Val de Loire, consécutivement à la loi NOTRe du 7 août 2015. Dans ce cadre, le Réseau de mobilité interurbaine « Rémi » remplace chacun des réseaux de transports interurbains départementaux et en particulier le réseau Ulys dans le Loiret et  entre en service à compter de la rentrée scolaire du 4 septembre 2017.

### Risques naturels et technologiques
La commune de Cravant est vulnérable à différents aléas naturels : climatiques (hiver exceptionnel ou canicule), mouvements de terrains ou sismique (sismicité très faible). 
Elle est également exposée à deux risques technologiques : le risque nucléaire et le risque de transport de matières dangereuses. 
Entre 1989 et 2019, trois arrêté ministériel ayant porté reconnaissance de catastrophe naturelle a été pris pour le territoire de la commune  : un  pour des inondations et coulées de boues et deux pour des mouvements de terrains.
Le territoire de la commune peut être concerné par un risque d'effondrement de cavités souterraines non connues. Une cartographie départementale de l'inventaire des cavités souterraines et des désordres de surface a été réalisée. Il a été recensé sur la commune plusieurs effondrements de cavités.
Par ailleurs le sol du territoire communal peut faire l'objet de mouvements de terrain liés à la sécheresse. Le phénomène de retrait-gonflement des argiles est la conséquence d'un changement d'humidité des sols argileux. Les argiles sont capables de fixer l'eau disponible mais aussi de la perdre en se rétractant en cas de sécheresse. Ce phénomène peut provoquer des dégâts très importants sur les constructions (fissures, déformations des ouvertures) pouvant rendre inhabitables certains locaux. Celui-ci a particulièrement affecté le Loiret après la canicule de l'été 2003. Une grande partie du territoire de la commune est soumise à un aléa « moyen » face à ce risque, selon l'échelle définie par le Bureau de recherches géologiques et minières (BRGM).
Depuis le 22 octobre 2010, la France dispose d’un nouveau zonage sismique divisant le territoire national en cinq zones de sismicité croissante. La commune, à l’instar de l’ensemble du département,  est concernée par un risque très faible.

#### Risques technologiques
Dans le domaine des risques technologiques, une partie du territoire de la commune peut être concernée par le risque nucléaire. En cas d’accident grave, certaines installations nucléaires sont en effet susceptibles de rejeter dans l’atmosphère de l’iode radioactif. Or la commune se situe en totalité à l'intérieur du périmètre de 20 km du Plan particulier d'intervention de la centrale nucléaire de Saint-Laurent-des-Eaux. À ce titre les habitants de la commune, comme tous ceux résidant dans le périmètre proche de 20 km de la centrale ont bénéficié, à titre préventif, d'une distribution de comprimés d’iode stable dont l’ingestion avant rejet radioactif permet de pallier les effets sur la thyroïde d’une exposition à de l’iode radioactif. En cas d'incident ou d'accident nucléaire, des consignes de confinement ou d'évacuation peuvent être données et les habitants peuvent être amenés à ingérer, sur ordre du préfet, les comprimés en leur possession.
La commune est exposée au risque de transport de matières dangereuses, en raison du passage sur son territoire d'un gazoduc,,.

## Politique et administration

### Découpage territorial

#### Bloc communal: Commune et intercommunalités
La paroisse de Cravant acquiert le statut de municipalité avec le  décret du 12 novembre 1789 de l'Assemblée Nationale puis celui de « commune », au sens de l'administration territoriale actuelle, par le décret de la Convention nationale du 10 brumaire an II (31 octobre 1793). Il faut toutefois attendre la loi du 5 avril 1884 sur l'organisation municipale pour qu'un régime juridique uniforme soit défini pour toutes les communes de France, point de départ de l’affirmation progressive des communes face au pouvoir central.
Aucun événement de restructuration majeure du territoire, de type suppression, cession ou réception de territoire, n'a affecté la commune depuis sa création.
La commune est membre de la communauté de communes des Terres du Val de Loire depuis le 1er janvier 2017.

#### Circonscriptions de rattachement
Sous l'Ancien Régime, à la veille des États généraux de 1789, la paroisse de Cravant était rattachée sur le plan ecclésiastique à l'archidiaconé de Beaugency, sur le plan judiciaire au bailliage royal de Beaugency, sur le plan militaire au gouvernement d'Orléans et sur le plan administratif à la généralité d'Orléans.
La loi du 22 décembre 1789 divise le pays en 83 départements découpés chacun en six à neuf districts eux-mêmes découpés en cantons regroupant des communes. Les districts, tout comme les départements, sont le siège d’une administration d’État et constituent à ce titre des circonscriptions administratives. La commune de Cravant est alors incluse dans le canton de Baule, le district de Beaugency et le département du Loiret.
La recherche d’un équilibre entre la volonté d’organiser une administration dont les cadres permettent l’exécution et le contrôle des lois d’une part, et la volonté d’accorder une certaine autonomie aux collectivités de base (paroisses, bourgs, villes) d’autre part, s’étale de 1789 à 1838. Les découpages territoriaux évoluent ensuite au gré des réformes visant à décentraliser ou recentraliser l'action de l'État. La régionalisation fonctionnelle des services de l'État (1945-1971) aboutit à la création de régions. L'acte I de la décentralisation de 1982-1983 constitue une étape importante en donnant l'autonomie aux collectivités territoriales, régions, départements et communes. L'acte II intervient en 2003-2006, puis l'acte III en 2012-2015.
Le tableau suivant présente les rattachements, au niveau infra-départemental, de la commune de Cravant aux différentes circonscriptions administratives et électorales ainsi que l'historique de l'évolution de leurs territoires.
| Circonscription             | Nom                 | Période   | Type                         | Évolution du découpage territorial |
| --------------------------- | ------------------- | --------- | ---------------------------- | --- |
| District                    | Beaugency           | 1790-1795 | Administrative               | La commune est rattachée au district de Beaugency de 1790 à 1795,. La Constitution du 5 fructidor an III, appliquée à partir de vendémiaire an IV (1795) supprime les districts, rouages administratifs liés à la Terreur, mais maintient les cantons qui acquièrent dès lors plus d'importance. |
| Canton                      | Baule               | 1790-1801 | Administrative et électorale | Le 10 février 1790, la municipalité de Cravant est rattachée au canton de Baûle. Les cantons acquièrent une fonction administrative avec la disparition des districts en 1795. |
| Canton                      | Beaugency           | 1801-2015 | Administrative et électorale | Sous le Consulat, un redécoupage territorial visant à réduire le nombre de justices de paix ramène le nombre de cantons dans le Loiret de 59 à 31. Cravant est alors rattachée par arrêté du 9 vendémiaire an X (30 septembre 1801) au canton de Beaugency,. |
| Canton                      | Beaugency           | 2015-     | Électorale                   | La loi du 17 mai 2013 et ses décrets d'application publiés en février et mars 2014 introduisent un nouveau découpage territorial pour les élections départementales. La commune est alors rattachée au nouveau canton de Beaugency. Depuis cette réforme, plus aucun service de l'État n'exerce sa compétence sur un territoire s'appuyant sur le nouveau découpage cantonal. Le canton a disparu en tant que circonscription administrative de l'État ; il est désormais uniquement une circonscription électorale dédiée à l'élection d'un binôme de conseillers départementaux siégeant au conseil départemental. |
| Arrondissement              | Orléans             | 1801-     | Administrative               | Cravant est rattachée à l'arrondissement d'Orléans depuis sa création en 1801,. |
| Circonscription législative | 1re circonscription | 2010-     | Électorale                   | Lors du découpage législatif de 1986, le nombre de circonscriptions législatives passe dans le Loiret de 4 à 5. Un nouveau redécoupage intervient en 2010 avec la loi du 23 février 2010. En attribuant un siège de député « par tranche » de 125 000 habitants, le nombre de circonscriptions par département varie désormais de 1 à 21,. Dans le Loiret, le nombre de circonscriptions passe de cinq à six. La réforme n'affecte pas Cravant qui reste rattachée à la première circonscription. |

#### Collectivités de rattachement
La commune de Cravant est rattachée au département du Loiret et à la région Centre-Val de Loire, à la fois circonscriptions administratives de l'État et collectivités territoriales.

### Politique et administration municipales

#### Conseil municipal et maire
Depuis les élections municipales de 2014, le conseil municipal  de Cravant, commune de moins de 1 000 habitants, est élu au scrutin majoritaire plurinominal à deux tours, les électeurs pouvant modifier les listes, panacher, ajouter ou supprimer des candidats sans que le vote soit nul,  pour un mandat de six ans renouvelable. Il est composé de 15 membres. L'exécutif communal, est constitué par le maire, élu par le conseil municipal, parmi ses membres, pour un mandat de six ans, c'est-à-dire pour la durée du mandat du conseil. M Christophe PREVOST a fait l'objet d'une mise en examen puis a été condamné pour harcèlement et agression sexuelle. À la suite d'élections partielles tenues les 2 et 9 juillet 2017, Serge Villoteau le remplace jusqu'en 2020.
| Période                                  | Période  | Identité           | Étiquette | Qualité        |
| ---------------------------------------- | -------- | ------------------ | --------- | -------------- |
| 2001                                     | 2014     | Mireille Mullard   |           |                |
| 2014                                     | 2017     | Christophe Prévost |           |                |
| juillet 2017                             | En cours | Serge Villoteau,   |           | Ancien employé |
| Les données manquantes sont à compléter. |          |                    |           |                |

## Équipements et services

### Environnement

#### Gestion des déchets
Au 31 décembre 2016, la commune est membre du syndicat mixte intercommunal pour le ramassage et le traitement des ordures ménagères (SMIRTOM) de la région de Beaugency, créé en 1971. Celui-ci assure la collecte et le traitement des ordures ménagères résiduelles en porte à porte, des emballages ménagers recyclables en porte à porte ou en points d’apport volontaire, du verre en points d’apport volontaire et des papiers en points d’apport volontaire
. Un réseau de sept déchèteries accueille les encombrants et autres déchets spécifiques (déchets verts, déchets dangereux, gravats, ferraille, cartons…). La déchèterie la plus proche de la commune est située sur la commune de Villorceau. L'élimination et la valorisation énergétique des déchets est effectuée dans l'UIOM de Saran depuis 1996, exploitée par la société Orvade, filiale du groupe Véolia, par délégation de service de la communauté urbaine Orléans-Métropole.
Depuis le 1er janvier 2017, la « gestion des déchets ménagers » ne fait plus partie des compétences de la commune mais est une compétence obligatoire de la communauté de communes des Terres du Val de Loire, en application de la loi NOTRe du 7 août 2015. Dans ce nouveau cadre, le préfet du Loiret indique dans un courrier du 28 décembre 2016 aux présidents des communautés de communes concernées que le SMIRTOM de la région de Beaugency sera dissout le 30 juin 2017.

#### Production et distribution d'eau
Le service public d’eau potable est une compétence obligatoire des communes depuis l’adoption de la loi du 30 décembre 2006 sur l’eau et les milieux aquatiques. Au 31 décembre 2016, la production et la distribution de l'eau potable sur le territoire communal sont assurées par la commune elle-même.
La loi NOTRe du 7 août 2015 prévoit que le transfert des compétences « eau et assainissement » vers les communautés de communes sera obligatoire à compter du 1er janvier 2020. Le transfert d’une compétence entraîne  de  facto la mise à disposition gratuite de plein droit des biens, équipements et services publics utilisés, à la date du transfert, pour l'exercice de ces compétences et la substitution de la communauté dans les droits et obligations des communes,.

#### Assainissement
La compétence assainissement, qui recouvre obligatoirement la collecte, le transport et l’épuration des eaux usées, l’élimination des boues produites, ainsi que le contrôle des raccordements aux réseaux publics de collecte, est assurée  par la commune elle-même.
La commune est raccordée à une station d'épuration située sur le territoire communal, mise en service le 1er juin 1971 et dont la capacité nominale de traitement est de  633 EH, soit 105 m3/jour. Cet équipement utilise un procédé d'épuration biologique dit « à boues activées ». Son exploitation est assurée en 2017 par la commune,.
L’assainissement non collectif (ANC) désigne les installations individuelles de traitement des eaux domestiques qui ne sont pas desservies par un réseau public de collecte des eaux usées et qui doivent en conséquence traiter elles-mêmes leurs eaux usées avant de les rejeter dans le milieu naturel. Depuis le 1er janvier 2017, la Communauté de communes des Terres du Val de Loire assure le service public d'assainissement non collectif (SPANC), après la fusion des communautés de communes  du Val des Mauves, du Canton de Beaugency, du Val d'Ardoux et de la Beauce oratorienne située dans le Loir-et-Cher qui l'assuraient auparavant. Celui-ci a pour mission de vérifier la bonne exécution des travaux de réalisation et de réhabilitation, ainsi que le bon fonctionnement et l’entretien des installations.

### Justice

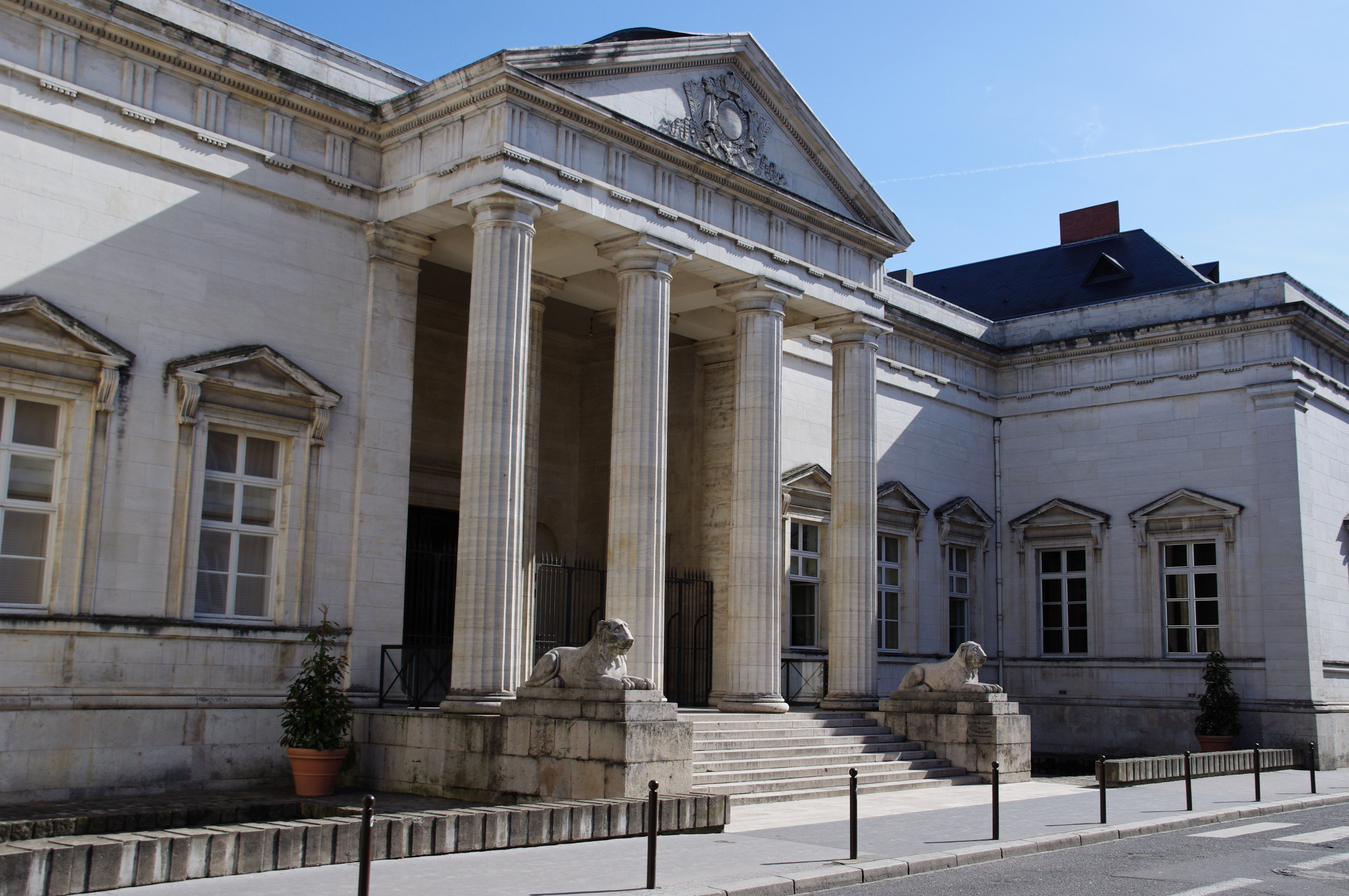
Le palais de justice d'Orléans.

Sur le plan de l’organisation juridictionnelle, les juridictions compétentes pour la commune sont le tribunal d'instance d'Orléans, le tribunal de grande instance d'Orléans, le conseil de prud'hommes d'Orléans, le tribunal de commerce d'Orléans, la cour d'appel d'Orléans, la cour administrative d'appel de Nantes, la cour d'assises du Loiret, le tribunal administratif d'Orléans, le tribunal des affaires de la Sécurité Sociale du Loiret, le tribunal des pensions d'Orléans, le tribunal paritaire des baux ruraux d'Orléans et le tribunal pour enfants d'Orléans.

## Démographie
L'évolution du nombre d'habitants est connue à travers les recensements de la population effectués dans la commune depuis 1793. Pour les communes de moins de 10 000 habitants, une enquête de recensement portant sur toute la population est réalisée tous les cinq ans, les populations de référence des années intermédiaires étant quant à elles estimées par interpolation ou extrapolation. Pour la commune, le premier recensement exhaustif entrant dans le cadre du nouveau dispositif a été réalisé en 2005.
En 2022, la commune comptait 951 habitants, en évolution de −1,76 % par rapport à 2016 (Loiret : +1,89 %, France hors Mayotte : +2,11 %).
| 1793  | 1800  | 1806  | 1821  | 1831  | 1836  | 1841  | 1846  | 1851  |
| ----- | ----- | ----- | ----- | ----- | ----- | ----- | ----- | ----- |
| 1 100 | 1 114 | 1 158 | 1 224 | 1 368 | 1 351 | 1 402 | 1 325 | 1 347 |

| 1856  | 1861  | 1866  | 1872  | 1876  | 1881  | 1886  | 1891  | 1896  |
| ----- | ----- | ----- | ----- | ----- | ----- | ----- | ----- | ----- |
| 1 367 | 1 389 | 1 404 | 1 332 | 1 263 | 1 253 | 1 235 | 1 253 | 1 198 |

| 1901  | 1906  | 1911  | 1921 | 1926 | 1931 | 1936 | 1946 | 1954 |
| ----- | ----- | ----- | ---- | ---- | ---- | ---- | ---- | ---- |
| 1 173 | 1 164 | 1 153 | 967  | 986  | 982  | 961  | 900  | 836  |

| 1962 | 1968 | 1975 | 1982 | 1990 | 1999 | 2005 | 2006 | 2010 |
| ---- | ---- | ---- | ---- | ---- | ---- | ---- | ---- | ---- |
| 767  | 734  | 711  | 780  | 784  | 833  | 904  | 925  | 949  |

| 2015 | 2020 | 2022 | - | - | - | - | - | - |
| ---- | ---- | ---- | - | - | - | - | - | - |
| 961  | 945  | 951  | - | - | - | - | - | - |

## Culture locale et patrimoine

### Lieux et monuments
- L’église Saint-Martin dont l'origine de la construction remonte au XIIIe siècle. Elle est sévèrement endommagée durant la période des guerres de religion au XVIe siècle, puis est reconstruite[A 1]. L'édifice contient notamment des orgues datant de 1874 et classés monuments historiques au titre d'objet le 17 mai 2000[A 2] ;
- La grange du Grand-Rilly dont l'origine de la construction remonte au XVe siècle[A 3] ;
- La mairie-école de garçons datant de 1861[A 4] ;
- L’école de filles est construite en 1877[A 5] ;
- Un puits commun datant du XIXe siècle[A 6] ;
- Le château de Laie date du début du XIXe siècle[A 7] ;
- La croix de chemin des Cagnères, en fer forgé, datant de 1824[A 8] ;
- Le monument aux morts de la guerre franco-allemande de 1870 est construit en 1877 et 1878 dans le cimetière du village. Il comporte notamment un ossuaire des soldats de la seconde armée de la Loire tués lors des combats qui l'opposent, du 6 au 11 décembre 1870,  à l'armée prussienne dans les environs de Beaugency[A 9] ;
- Les fermes de Beaumont[A 10], de Beauvert[A 11] et d’Orcière[A 12] datent du XIXe siècle ;
- Le presbytère, datant de 1901[A 13] ;
- Une maison avec tourelle édifiée en 1912 et 1913 selon les plans de l'architecte français Eugène Morel[A 14] ;
- La poste, datant de 1913, est construite à l'emplacement des anciennes halles[A 15].

### Héraldique
| Blason de Cravant | Blason  | Taillé: au 1er de sinople au bouquet de trois épis de blé d'or, au 2e de gueules à deux épis de maïs d'or, feuillés de sinople et rangés en barre. |
| Blason de Cravant | Détails | Le statut officiel du blason reste à déterminer.                                                                                                   |

## Enseignement

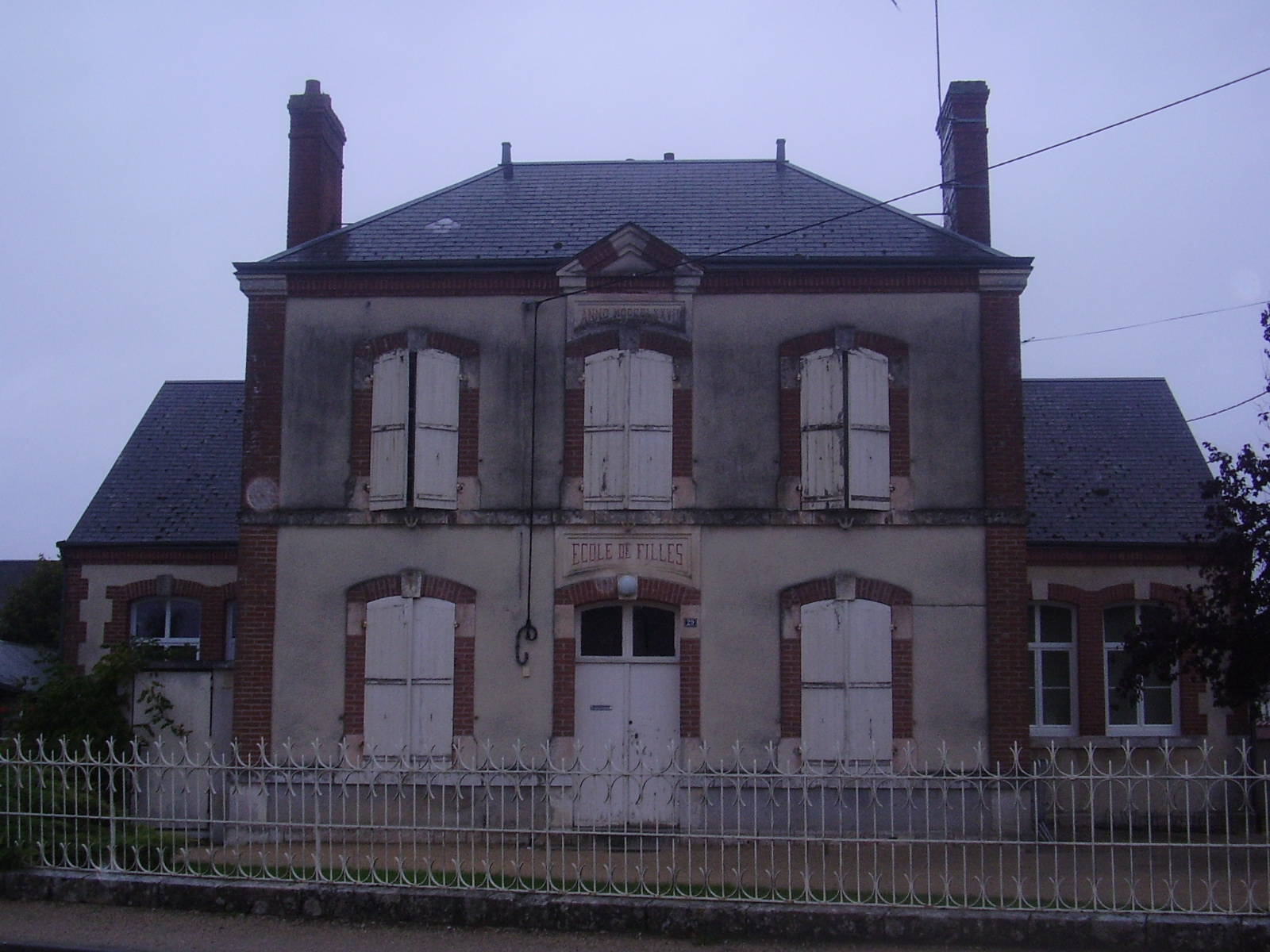
L'école de Cravant, ancienne école de filles datant de 1877.

Cravant est situé dans l'académie d'Orléans-Tours et dans la circonscription d'Orléans-Sud-Ouest. La commune possède une école qui dépend du secteur de Beaugency.

## Culture
- Société musicale de Cravant - Villorceau[104] http://cravant-musique.e-monsite.com/

## Sports
- Jeunesse sportive Villorceau - Cravant
- Association de tennis de table
- Cours de danse
- Cours de gymnastique